# رز ونکاتسان
رز ونکاتسان (به انگلیسی: Rose Venkatesan) مجری تاک شو، شخصیت رادیویی و سیاستمدار هندی است.
او یک زن ترنس است.